# Região Metropolitana de Ciudad del Este
A Região Metropolitana de Ciudad del Este ou Grande Ciudad del Este é uma conurbação da localidade paraguaia de Ciudad del Este com 3 localidades do departamento de Alto Paraná, ao norte, sul e oeste da mesma. A Grande Ciudad del Este é a segunda maior aglomeração urbana do Paraguai seja em relação a população ou superfície, sendo a aglomeração da Grande Assunção a maior do país. É uma das zonas do Paraguai com maior crescimento urbano nos últimos tempos. Possui uma área de 1017 km² pertencente aos quatro municípios, sendo apenas 120 km² de fato conurbados.

## Transportes e comunicações

### Aeroportos
No distrito de Minga Guazú, encontra-se o Aeroporto Internacional Guaraní, o segundo mais importante do país. Este terminal aéreo tem apenas como destinos as cidades de Assunção, Montevidéu e São Paulo.

### Terminais de ônibus
O Terminal de Ônibus de Ciudad del Este está localizado próximo do Estádio Antonio Oddone Sarubbi. Este terminal oferece serviços para muitas cidades do Paraguai e também a nível Internacional.

### Rede viária
Algumas das vias mais importantes desta área metropolitana são:
- Rota 7

É a rota que une Ciudad del Este com Coronel Oviedo, no departamento de Caaguazú, que posteriormente leva o nome de Rota 2 e termina em Assunção.
- Rota 6

Esta rota une a Gran CDE com a capital do departamento de Itapúa, Encarnación. Esta via parte desde a cidade de Minga Guazú.
- Supercarretera

Parte desde a Rota 7, exatamente no Km 4, rumo a Salto del Guairá, passando pela cidade de Hernandarias.
- Ponte Internacional da Amizade

A Ponte da Amizade comunica Ciudad del Este com a cidade brasileira de Foz do Iguaçu.

## Municípios
| Município         | Área (km²) | População (DGEEC/2008) |
| ----------------- | ---------- | ---------------------- |
| Ciudad del Este   | 104 km²    | 350 000 hab            |
| Hernandarias      | 243 km²    | 79 735 hab             |
| Minga Guazú       | 548 km²    | 60 719 hab             |
| Presidente Franco | 122 km²    | 68 242 hab             |
| Total             | 1 017 km²  | 558 696 hab            |